# Neah Bay
Neah Bay – jednostka osadnicza w Stanach Zjednoczonych, w stanie Waszyngton, w hrabstwie Clallam, położona nad Cieśniną Juana de Fuca, na wschód od przylądka Cape Flattery.